# NGC 6414
NGC 6414 (również PGC 60416 lub UGC 10906) – galaktyka spiralna (S), znajdująca się w gwiazdozbiorze Smoka. Odkrył ją Lewis A. Swift 30 maja 1886 roku.